# ゲオルク・ヴィルヘルム (プファルツ＝ツヴァイブリュッケン＝ビルケンフェルト公)

ゲオルク・ヴィルヘルムの紋章

ゲオルク・ヴィルヘルム（ドイツ語：Georg Wilhelm, Herzog von Pfalz-Zweibrücken-Birkenfeld, 1591年8月6日 - 1669年12月25日）は、プファルツ＝ツヴァイブリュッケン＝ビルケンフェルト公（在位：1600年 - 1669年）。

## 生涯
ゲオルク・ヴィルヘルムはプファルツ＝ツヴァイブリュッケン＝ビルケンフェルト公カール1世と、ブラウンシュヴァイク＝リューネブルク公ヴィルヘルム・デア・ユンゲレの娘ドロテアの間に長男として生まれた。
父カール1世が始めたビルケンフェルト城の拡張工事を完成させ、1669年に城の礼拝堂の礎石を据えた。ゲオルク・ヴィルヘルムは倹約家で賢明な統治者とみなされていたが、三十年戦争のためにあまり多くのことはできなかった。1666年にギュンター・ハイラーをビルケンフェルトの宮廷牧師に任命した。
ゲオルク・ヴィルヘルムは、「Der Andere」という名で実りを結ぶ会の会員とされた。
ゲオルグ・ヴィルヘルムはバーデン＝バーデン辺境伯ヴィルヘルムとともに1616年からシュポンハイム伯領を統治し、対抗宗教改革を行った。

## 結婚と子女
1616年にノイエンシュタインにおいてゾルムス＝ゾンネンヴァルデ伯オットーの娘ドロテアと結婚し、以下の子女をもうけた。
- ドロテア・アマーリエ（1618年 - 1635年）
- アンナ・ゾフィア（1619年 - 1680年） - クヴェードリンブルク女子修道院長
- エリザベート・ユリアネ（1620年 - 1651年）
- マリア・マグダレーナ（1622年 - 1689年） - 1644年にシュヴァルツブルク＝ゾンダースハウゼン侯アントン・ギュンター1世（1620年 - 1666年）と結婚
- クララ（1624年 - 1628年）
- カール2世オットー（1625年 - 1671年） - プファルツ＝ツヴァイブリュッケン＝ビルケンフェルト公

妃ドロテアの死後、1641年11月30日にビルケンフェルトにおいて、ザルム＝グルムバッハ伯ヨハンの娘ユリアネ（1616年 - 1647年）と結婚した。しかし、2人は1642年11月18日には離婚している。1642年2月14日にユリアネは出産をしており、明らかにその子供の父親はゲオルク・ヴィルヘルムではなく、ザルム＝ダウン伯ヨハン・ルートヴィヒであったという。
1649年3月8日にエッティンゲン＝エッティンゲン伯ルートヴィヒ・エーバーハルトの娘アンナ・エリザベートと結婚したが、子供は生まれなかった。